# Uniform m/1895
Uniform m/1895 är ett uniformssystem som används inom Försvarsmakten. Förebilden till uniformen kom från Preussen. Ursprungligen användes uniformssystemet av kavalleriet och trängtrupperna men används idag bara av Livgardets beridna delar i samband med högvakt och annan statsceremoniell verksamhet. M/1895 är ett av de uniformssystem som brukar hänföras till samlingsbeteckningen modell äldre.
Innan uniformssystemet infördes använde kavalleriets regementen vitt skilda uniformer och trots att det även med detta uniformssystem kvarstår flera skillnader, framförallt mellan husarer och dragoner, får m/1895 betraktas som kavalleriets första enhetsuniform. M/1895 ersattes av uniform m/1906 och m/1910 men kom i praktiken att brukas ända fram till och med andra världskrigets första år varefter den slutgiltigt ersattes av m/1939 i daglig tjänst. Under den senare användningstiden kom m/1895 ofta att blandas upp med m/1910.
Nedan beskrivs uniformens utformning fördelat på förhållandena vid dragonerna och trängtrupperna respektive husarerna.

## Dragonerna och Trängkåren

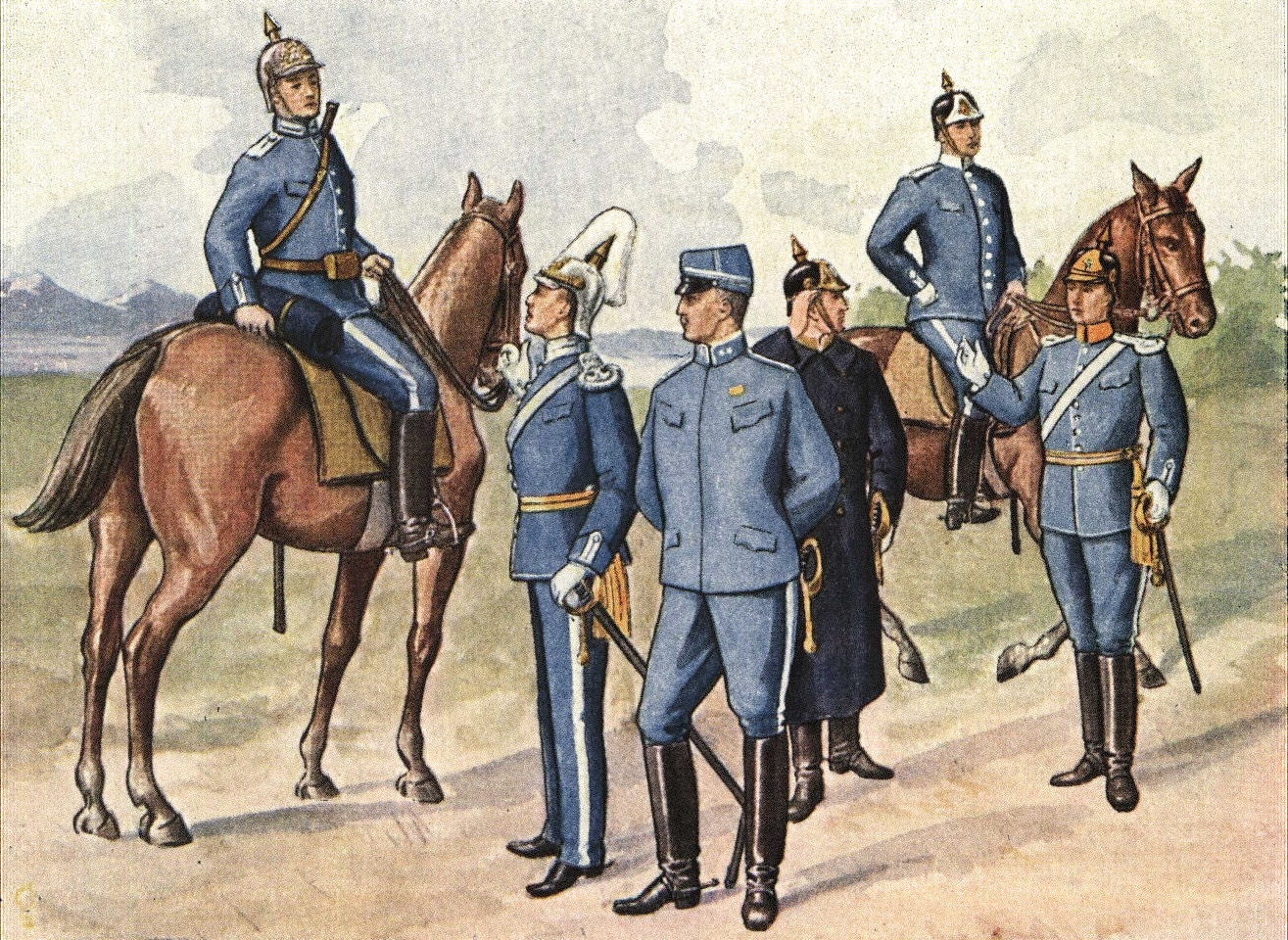
Uniform m/1895 för dragonerna

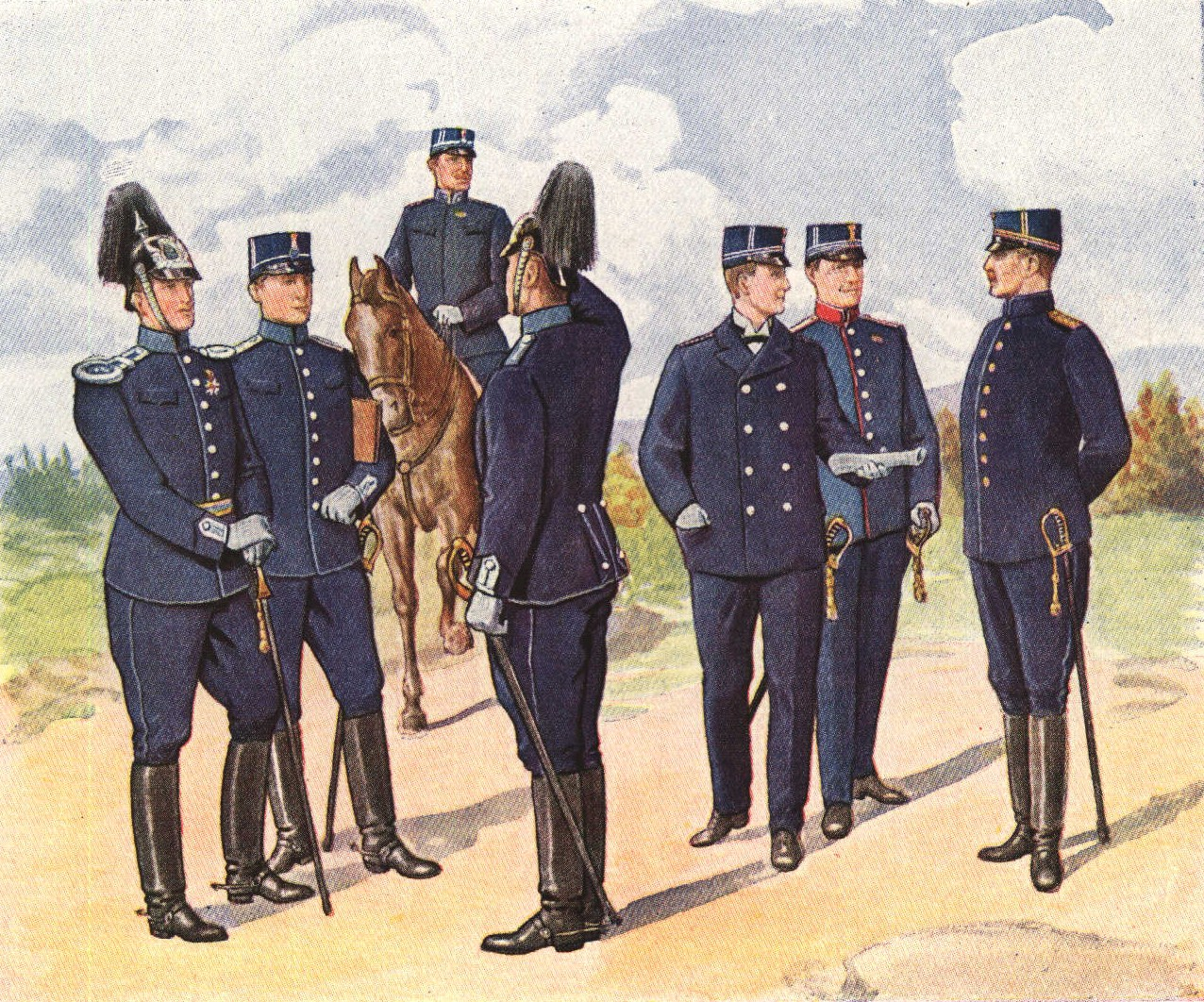
Uniform m/1895 för trängtrupperna (1-4 från vänster)

Dragonregementena år 1895 var Livgardet till häst (K 1), Livregementets dragoner (K 2), Skånska dragonregementet (K 6) samt Norrlands dragonregemente (K 8). Dessa regementen hade dessförinnan burit en rad olika uniformer som varierade från regemente till regemente, mest avvikande var K 1:s uniformshistoria som tidigare varit både husarer och lansiärer.
Trängkåren som 1895 bestod av 4 förband hade däremot redan tidigare haft enhetlig uniform med modellåret 1885 som ersattes av m/1895. Senare kom även de nya förbanden T 5 och T 6 att bära m/1895.
Uniform m/1895 för dragonerna var av mellanblått kläde, som livplagg bars vapenrock m/1895 modell I. Man bar sedan antingen ridbyxor m/1895 med tillhörande ridstövlar eller långbyxor m/1895 med tillhörande lågskor. Vid kyligare väderlek bars även kappa m/1895. Till daglig dräkt bars mössa m/1865 men vid parad bars istället hjälm av varierande modell. Till stor parad tillkom även plym, vit m/1887 för gardesregementena K 1 och K 2 respektive svart för K 6 och K 8, samt epåletter. Tillåten variation var att som livplagg istället bära kollett m/1871.
Uniform m/1895 för trängtrupperna var som för dragonerna men i mörkblått kläde och som livplagg bars vapenrock m/1895 modell II. Vid parad bars hjälm m/1885 som vid stor parad kompletterades med svart plym.

### Förbandsvariationer
|  | K 1 | Livgardet till häst       | Hjälm m/1879 |
|  | K 2 | Livregementets dragoner   | Hjälm m/1895 |
|  | K 6 | Skånska dragonregementet  | Hjälm m/1886 |
|  | K 8 | Norrlands dragonregemente | Hjälm m/1886 |
|  | T   | Trängtrupperna            | Hjälm m/1885 |

Regementena skildes genom färgen på axelklaffar och kragar samt på den hjälm som bars till uniformen. I tabellen ovan visas färgen på axelklaff/krage samt vilken hjälmmodell som användes.
Då K 1 och K 2 sammanslogs till Livregementet till häst K 1 1928 kom man att bära gamla K 1:s uniform men med vissa förändringar på hjälmen som då blev Hjälm m/1879-1900-1928.
Varianten som används av Livgardet idag är med smärre förändringar densamma som bars av nya K 1 efter sammanslagningen 1928.

## Husarerna

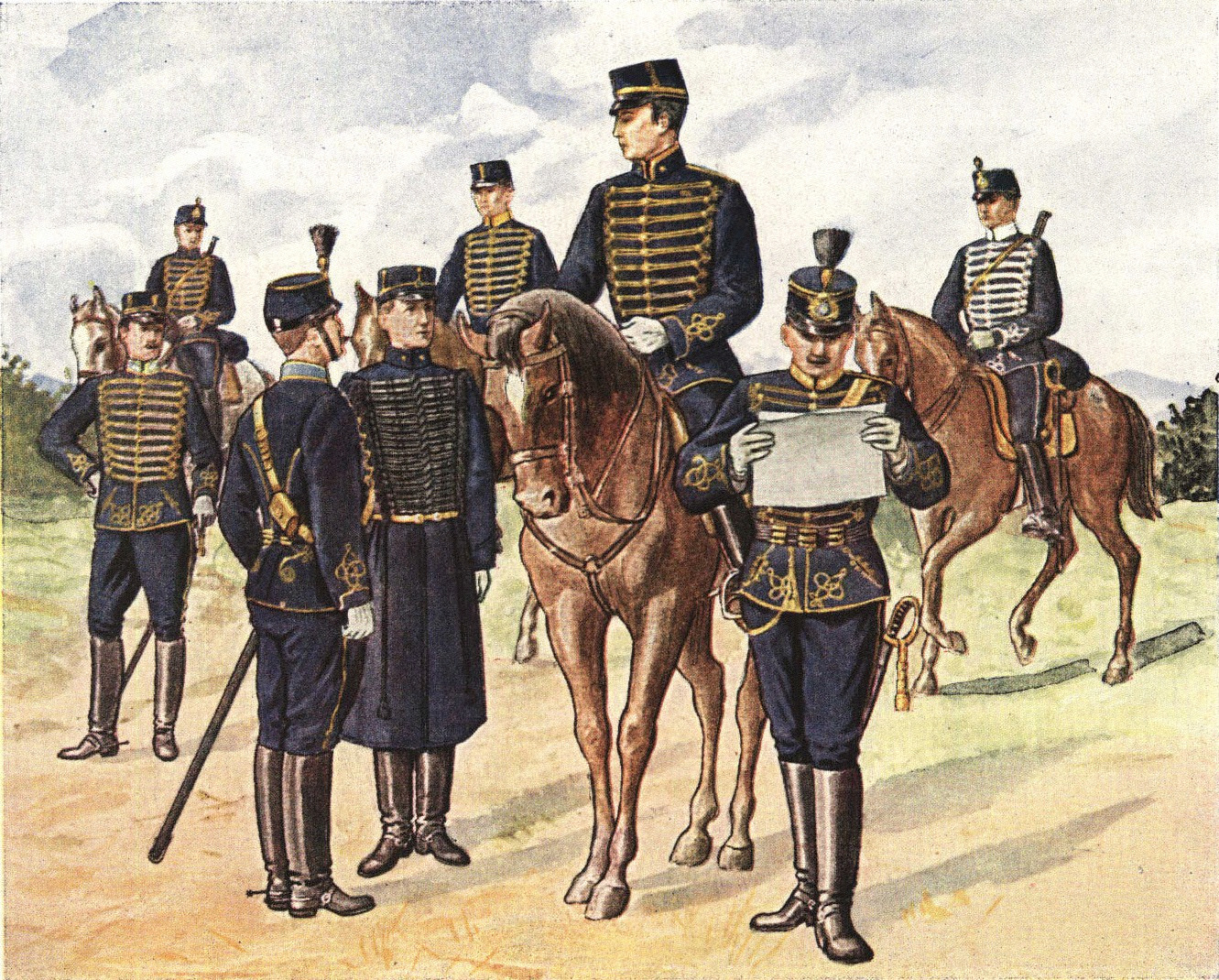
Uniform m/1895 för husarerna

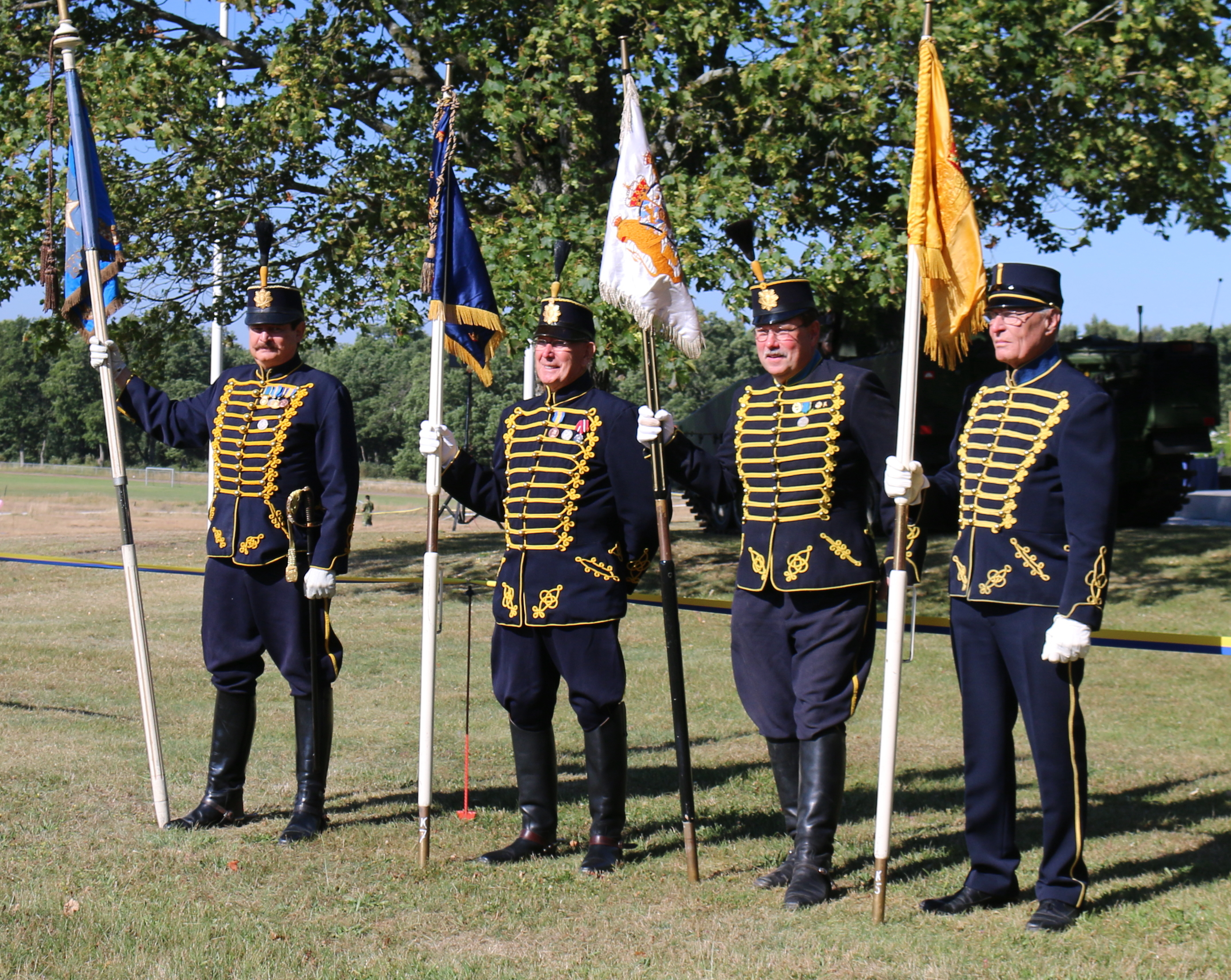
Uniform m/1895 för Kronprinsens husarregemente

I Sverige fanns år 1895 fyra husarregementen, dessa var Livregementets husarer (K 3), Smålands husarregemente (K 4), Skånska husarregementet (K 5) samt Kronprinsens husarregemente (K 7). Husarerna hade likt dragonerna burit diverse olika uniformer som skilde sig från regemente till regemente.
Uniform m/1895 för husarerna var i mörkblått kläde, som livplagg bars dolma m/1895. Till dolman bars ridbyxor m/1895 samt ridstövlar och som huvudbonad bars husarmössa m/1895 vilken vid stor parad kompletterades med ståndare. Som förstärkningsplagg fanns bigesch m/1858. Tillåten variation var att som huvudbonad bära mössa m/1865.

### Förbandsvariationer
|  | K 3 | Livregementets husarer      |
|  | K 4 | Smålands husarregemente     |
|  | K 5 | Skånska husarregementet     |
|  | K 7 | Kronprinsens husarregemente |

Regementena särskildes främst genom kragarnas färger, vilka framgår av tabellen ovan. Härutöver utmärkte sig K 3 genom att på dolman ha silverfärgade/vita fyrkantssnören istället för att som för övriga ha guldfärgade/gula.

## Förteckning över persedlar
Lista över de persedlar som användes inom uniformssystemet.
| - Mössa m/1865 - Husarmössa m/1895 - Hjälm m/1879 - Hjälm m/1885 - Hjälm m/1886 - Hjälm m/1895 - Kappa m/1895 | - Bigesch m/1858 - Vapenrock m/1895 - Dolma m/1895 - Kollett m/1871 - Ridbyxor m/1895 - Långbyxor m/1895 - Ridstövlar | - Lågskor - Plym m/1887 - Svart plym - Epålett m/1794-1895 - Epålett m/1804-1895 - Kartuschlåda m/1847 - Kartuschlåda m/1895 |